# M. Kiss Sándor
M. Kiss Sándor (Budapest, 1943. június 25. – 2025. július 8.) Széchenyi-díjas magyar történész, professor emeritus, a Rendszerváltás Történetét Kutató Intézet és Archívum főigazgató-helyettese.

## Életpályája
Az Eötvös Loránd Tudományegyetem Bölcsészettudományi Karán szerzett magyar–történelem szakos tanári diplomát 1967-ben. 
1990–91-ben a Művelődésügyi Minisztérium kabinetirodájának osztályvezetője, 1991 és 1994 között a Miniszterelnöki Tanácsadó Testület kormányfőtanácsosa. Tagja volt az 1956-os forradalom és szabadságharc alatti sortüzek történetét kutató Történeti Tényfeltáró Bizottságnak. 1996-tól a történettudomány kandidátusa. 1997-től 2013-ig a Pázmány Péter Katolikus Egyetem Bölcsészettudományi Kar Történeti Intézetének intézetvezetője, professor emeritusként tanított az egyetemen. 2013. július 1-jétől a Rendszerváltás Történetét Kutató Intézet és Archívum főigazgató-helyettese. 
Fő kutatási területe az 1956-os forradalom és szabadságharc, illetve az azt követő megtorlás története. Tizenkét könyv és több mint nyolcvan tanulmány szerzője. 2013 óta a Közép- és Kelet-európai Történelem és Társadalom Kutatásáért Közalapítvány kuratóriumának tagja.

## Díjai, elismerései
- A Magyar Köztársasági Érdemrend tisztikeresztje (2000)[3]
- Mindszenty emlékérem (2005)[4]
- Józsefvárosi Becsületkereszt (2010)[5]
- 56-os emléklap (2011)
- A Magyar Érdemrend középkeresztje (2013)[6]
- Széchenyi-díj (2022)

## Művei
- "... hivatást számított ki magának történelmi helyzetéből". Interjú Balogh Edgárral; riporter M. Kiss Sándor; Művelődéskutató Intézet, Bp., 1981
- Variációk egy fogalom értelmezésére; Művelődéskutató Intézet, Bp., 1982 (Műhelysorozat Művelődéskutató Intézet)
- M. Kiss Sándor–Vitányi Iván: A magyar diákok szabadságfrontja; Antifasiszta Ifjúsági Emlékmű Szervezőbizottsága; Művelődéskutató Intézet, Bp., 1983
- A szárszói beszéd és a népi mozgalom néhány összefüggése; Püski, New York, 1987
- Kahler Frigyes–M. Kiss Sándor: Kinek a forradalma? Erőszakszervezetek 1956-ban, a fordulat napja, ismét sortüzek, a Nagy per; Püski–Kortárs, Bp., 1997
- Olvasókönyv. Forradalom Somogyban – 1956; Püski, Bp., 1997
- M. Kiss Sándor–Kahler Frigyes: Forradalom és szabadságharc Magyarországon, 1956; Korona, Bp., 2002
- Kahler Frigyes–M. Kiss Sándor: "Mától kezdve lövünk". Tíz év után a sortüzekről; Kairosz, Bp., 2003
- Rejtett dokumentumok. Forrásszemelvények az 1956-os forradalom és szabadságharc történetének tanulmányozásához; szerk. Kahler Frigyes, M. Kiss Sándor; Mundus, Bp., 2006 (1956/2006)
- Utak 56-hoz, utak 56 után. Válogatott cikkek, esszék, tanulmányok, 1981-2005; Mundus, Bp., 2006 (1956/2006)
- Rejtett dokumentumok. Forrásszemelvények az 1956-os forradalom és szabadságharc történetének tanulmányozásához; szerk. Kahler Frigyes, M. Kiss Sándor; Mundus, Bp., 2006 (1956/2006)
- Kiss Réka–M. Kiss Sándor: A csalogány elszállt. Tóth Ilona tragikuma; Kairosz, Bp., 2007
- Közelítések 1956. Tanulmányok, esszék, előadások; Kairosz, Bp., 2011
- M. Kiss Sándor–Raffay Ernő–Salamon Konrád: Magyarország sorstragédiái a 20. században; Éghajlat, Bp., 2011
- A mában élő tegnapok. Tanulmányok a XIX. és XX. század történetéhez; szerk. M. Kiss Sándor, ifj. Bertényi Iván, Fejérdy Gergely; PPKE BTK, Piliscsaba, 2011 (Khronosz)
- Rendszerváltás, 1989. Témák között válogatva. 15 tanulmány; szerk. M. Kiss Sándor; Antológia, Lakitelek, 2014 (Retörki könyvek)
- Csalogányvadászok. Három tételben a Tóth Ilona ügyről, 1956–1966–1989. Kádár Jánostól – Kádár Jánosig; Éghajlat, Bp., 2015